# Władimir Ziablikow
Władimir Aleksiejewicz Ziablikow, ros. Владимир Алексеевич Зябликов (ur. 5 lipca 1925 w Troicku, w guberni orenburskiej, zm. w 1955 w Czechosłowacji) – rosyjski piłkarz, grający na pozycji obrońcy, reprezentant ZSRR, olimpijczyk.

## Kariera piłkarska

### Kariera klubowa
W 1946 rozpoczął karierę piłkarską w drużynie rezerwowej Krylja Sowietow Kujbyszew. Od 1947 do 1949 bronił barw klubu Dinamo Lenigrad, skąd w 1950 przeszedł do Dinama Moskwa, w którym występował do zakończenia kariery piłkarskiej w 1953.

### Kariera reprezentacyjna
W 1952 został powołany do reprezentacji Związku Radzieckiego, ale nie rozegrał żadnego meczu. W jej składzie uczetniczył w igrzyskach olimpijskich w Helsinkach w 1952 (drużyna radziecka odpadła w ⅛ finału.

## Kariera zawodowa
Po zakończeniu kariery piłkarskiej pracował jako kurier dyplomatyczny.
Zginął w 1955 w wyniku zestrzelenia samolotu podczas ćwiczeń wojskowych w Czechosłowacji i został pochowany na Cmentarzu Wagańkowskim w Moskwie.

## Sukcesy i odznaczenia

### Sukcesy klubowe
- brązowy medalista mistrzostw ZSRR: 1952

### Sukcesy reprezentacyjne
- uczestnik Igrzysk Olimpijskich: 1952

### Odznaczenia
- tytuł Mistrza Sportu ZSRR